# Rusyaidi Salime
Rusyaidi Salime (* 25. April 1998 in Singapur), mit vollständigem Namen Muhamad Rusyaidi bin Salime, ist ein singapurischer Fußballspieler.

## Karriere
Rusyaidi Salime erlernte das Fußballspielen in der National Football Academy. Seinen ersten Profivertrag unterschrieb er am 1. Januar 2016 bei den Young Lions. Die Young Lions sind eine U23-Mannschaft, die 2002 gegründet wurde. In der Elf spielen U23-Nationalspieler und auch Perspektivspieler. Ihnen soll die Möglichkeit gegeben werden, Spielpraxis in der ersten Liga, der Singapore Premier League, zu sammeln. Sein Erstligadebüt gab Rusyaidi Salime am 4. Februar 2016 im Heimspiel gegen Balestier Khalsa. Hier stand er in der Startelf und spielte die kompletten 90 Minuten. Für die Lions absolvierte er 66 Erstligaspiele. 2020 war er vertrags- und vereinslos. Am 26. Januar 2021 nahm ihn der Erstligist Tanjong Pagar United unter Vertrag. Bis Ende 2022 bestritt er für den Verein 39 Erstligaspiele. Zu Beginn der Saison 2023 unterschrieb er einen Vertrag bei den ebenfalls in der ersten Liga spielenden Lion City Sailors. Am Ende der Saison 2023 feierte er mit den Sailores die Vizemeisterschaft.

## Erfolge
Lion City Sailors
- Singapurischer Vizemeister: 2023